# Малаві на літніх Олімпійських іграх 2024
Малаві брала участь у літніх Олімпійських іграх 2024 в Парижі, які тривали з 26 липня по 11 серпня 2024 року. Ця Олімпіада стала одинадцятою, в якій брали участь спортсмени з Малаві після дебюту на літніх Олімпійських іграх 1972 року, країна не брала участі в літніх Олімпійських іграх 1976 року, приєднавшись до їх бойкоту африканськими країнами, та літніх Олімпійських іграх 1980 року, приєднавшись до їх бойкоту.

## Спортсмени
Країну на Олімпійських іграх 2024 року представляли 3 спортсмени — 1 у легкій атлетиці та 2 у плаванні, з них 1 чоловік і 2 жінок.
У легкій атлетиці країну представляла одна спринтерка Асіменьє Сімвака, яка виступала в змаганнях з бігу на 100 метрів серед жінок. У першому попередньому забігу вона показала час 11,78 сек, та зайняла друге місце в забігу, проте в наступному попередньому забігу вона стала восьмою з часом 11,91 сек, та не пройшла до півфінального забігу.
У плаванні Малаві представляли 2 спортсменів, чоловік та жінка, за універсальною квотою. У плаванні на 50 метрів вільним стилем серед чоловіків Філіпе Гомес у попередньому запливі показав лише загальний 49-ий час із результатом 24,11 сек, та не потрапив до фінального запливу. У плаванні на 50 метрів вільним стилем серед жінок Таяміка Чанганамуно з часом 29,32 сек зайняла лише 55-те місце у попередньому запливі, та також не потрапила до фіналу.